# Michaił Gieorgijewicz
Michaił Miłanowicz Gieorgijewicz (Miłoszewicz), ros. Михаил Миланович Георгиевич (Милошевич) (ur. 20 kwietnia 1883, zm. 8 maja 1969 w Sydney) – rosyjski wojskowy (generał), oficer szkoleniowy-inspektor w Rosyjskim Korpusie Ochronnym, a następnie oficer łącznikowy Korpusu w Siłach Zbrojnych Komitetu Wyzwolenia Narodów Rosji podczas II wojny światowej, emigracyjny działacz kombatancki.

## Życiorys
Był z pochodzenia Serbem. Ukończył włodzimierski korpus kadetów w Kijowie, zaś w 1903 konstantynowską szkołę artyleryjską, uzyskując stopień podporucznika. Służył w 19 Konnej Baterii Artylerii. W 1905 awansował do stopnia porucznika. W 1909 ukończył nikołajewską akademię sztabu generalnego, zostając sztabskapitanem. Od 12 października 1909  do 1 października 1910 brał udział w kursie w oficerskiej szkole kawaleryjskiej, po ukończeniu którego objął dowodzenie szwadronem 19 Pułku Dragonów. 6 grudnia 1911 r. awansował na kapitana. Od 26 listopada 1912 był starszym adiutantem w sztabie 35 Dywizji Piechoty. Brał udział w I wojnie światowej. 15 czerwca 1915 został podpułkownikiem. Objął funkcję starszego adiutanta w sztabie II Korpusu Kawalerii. Od 16 sierpnia tego roku pełnił obowiązki szefa sztabu 12 Dywizji Kawalerii. 6 grudnia 1916 otrzymał nominację na pułkownika. Został starszym adiutantem w sztabie 35 Dywizji Piechoty. W grudniu 1916 r. awansował do stopnia pułkownika. Objął funkcję szefa sztabu 12 Dywizji Strzeleckiej. Od 4 marca 1917 pełnił obowiązki szefa sztabu 107 Dywizji Piechoty, stacjonującej na estońskiej wyspie Ozylia. Podczas ciężkich walk na wyspie w październiku tego roku został ciężko ranny i dostał się do niewoli niemieckiej. Odznaczony Orderem Świętego Stanisława 3 klasy (13.05.1914), 2 klasy (06.10.1916); Świętego Włodzimierza 4 klasy (12.02.1915) i 3 klasy (25.09.1917); Orderem Świętej Anny 3 klasy (18.03.1915); św. Anny 2 klasy (08.10.1915). Trzy razy próbował nieskutecznie zbiec z obozu jenieckiego. Latem 1918 udało mu się zbiec, po czym przystąpił do wojsk Białych. Od sierpnia tego roku był szefem sztabu 1 Dywizji Kawalerii, zaś od lutego 1919 do marca 1920 w stopniu generała majora szefem sztabu IV Armijnego Korpusu Konnego. Został ranny. Po wyleczeniu dowodził improwizowanymi oddziałami szkoleniowymi szkół wojskowych. W połowie listopada 1920 wraz z wojskami Białych ewakuował się z Krymu do Gallipoli. Pełnił funkcję komendanta korniłowskiej szkoły wojskowej. Na emigracji zamieszkał w Bułgarii. W 1923 wyjechał do Królestwa SHS. Po zajęciu Jugosławii w kwietniu 1941 wstąpił do nowo formowanego Rosyjskiego Korpusu Ochronnego. Kierował szkoleniem junkrów. 28 maja 1942 został inspektorem w 1 Batalionem Junkierskim 1 Pułku. Następnie objął dowodzenie pododdziału szkoleniowego, a potem inspektora kursów wojskowych Korpusu. Od 10 maja 1945 dowodził pododdziałem sztabowym. W kwietniu tego roku jako oficera łącznikowego ze sztabem Sił Zbrojnych Komitetu Wyzwolenia Narodów Rosji odkomenderowano go do Niemiec. Po  zakończeniu wojny zamieszkał w zachodnich Niemczech, po czym wyemigrował do Australii. Stanął na czele miejscowego oddziału Rosyjskiego Związku Ogólnowojskowego (ROWS). W 1968 zostały opublikowane jego wspomnienia pt. "Свет и тени".